# Knallzeuge
Als Knallzeuge wird in der Rechtssprache ein Zeuge bezeichnet, der bestimmte Tatsachen nicht aus eigener visueller Wahrnehmung wiedergeben kann, sondern aus seiner bloß akustischen Wahrnehmung auf bestimmte Tatsachen rückschließt. 
Der Knallzeuge wird erst durch die Geräuschentwicklung eines Vorgangs, z. B. den Knall bei einem Verkehrsunfall auf diesen Vorgang aufmerksam und ist somit kein Augenzeuge des zeitlich vorausgegangenen Geschehens. Der Knallzeuge eines Raubüberfalls wendet sich zum Beispiel erst nach einer Schussabgabe um, ist bei seiner späteren Aussage aber dennoch davon überzeugt, den Hergang des Überfalls selbst gesehen zu haben.
Die gegen die Aussage eines Knallzeugen bestehenden Glaubwürdigkeitsbedenken sind bei der richterlichen Beweiswürdigung zu beachten (§ 286 ZPO, § 261 StPO).